# 長棘海鮋
長棘海鮋，為輻鰭魚綱鮋形目鮋亞目鮋科的其中一種，為熱帶海水魚，分布於西大西洋美國喬治亞州至巴西海域，棲息深度75-440公尺，體長可達25公分，棲息在軟底質底層水域，生活習性不明，具有毒性。

## 扩展阅读
維基物種上的相關：長棘海鮋